# Agustín Osorio
Agustín Osorio (Marcos Paz, 2 de febrero de 2001) es un deportista argentino, especializado en la disciplina de lanzamiento de jabalina.

## Trayectoria
Obtuvo la medalla de oro en los Juegos Suramericanos de la Juventud de Santiago 2017, batiendo el récord del torneo.
En mayo de 2018 obtuvo el Nacional de Atletismo sub-18, con jabalinas de 700 gramos.
En julio de 2018 fue campeón en el Sudamericano de Atletismo sub-18 realizado en Cuenca, Ecuador.
Participó en los Juegos Olímpicos de la Juventud 2018, donde obtuvo la medalla de plata en lanzamiento de jabalina, totalizando 150,28 m en las dos jornadas, siendo su mejor tiro de 76,03 m.

## Vida personal
Es hijo de Gustavo Osorio, quien es su entrenador y también preparó a Braian Toledo cuando obtuvo la medalla de oro en los Juegos Olímpicos de la Juventud de Singapur 2010.